# Oxytropis amethystea
Oxytropis amethystea är en ärtväxtart som beskrevs av Arv.-touv. Oxytropis amethystea ingår i släktet klovedlar, och familjen ärtväxter. Inga underarter finns listade i Catalogue of Life.